# Manuale diagnostico psicodinamico
Il Manuale Diagnostico Psicodinamico (PDM) è il primo tentativo sistematico di fondare la diagnosi su modelli clinici e teorie di orientamento psicodinamico. La prima edizione del PDM, a opera di Stanley Greenspan e Rober Wallerstein, è uscita negli Stati Uniti nel 2006, ed è frutto della collaborazione tra diverse associazioni psicoanalitiche americane: l'American Psychoanalytic Association, l'International Psychoanalytical Association, la Division of Psychoanalysis (39) della American Psychological Association, l'American Academy of Psychoanalysis and Dynamic Psychiatry, e infine il National Membership Committee on Psychoanalysis in Clinical Social Work.

L'uscita di questa prima edizione è stata definita da Paul Stepansky "un sorprendente successo".

La seconda edizione completamente aggiornata, il PDM-2, è uscita negli Stati Uniti nel giugno 2017 per la Guildford Press

e in traduzione italiana nel marzo 2018 per Cortina Editore.

La stesura del PDM-2, diretta da Vittorio Lingiardi e Nancy McWilliams, raccoglie il contributo di collaboratori e consulenti provenienti da diciannove paesi, e alle sponsoring association sopraelencate si sono aggiunte l'American Association for Psychoanalysis in Clinical Social Work, l'Association Europeenne de Psychopathologie de l’Enfant et de l’Adolescent, la Confederation of Independent Psychoanalytic Societies, l'International Association for Relational Psychoanalysis & Psychotherapy, l'International Society of Adolescent Psychiatry and Psychology e l'Italian Group for the Advancement of Psychodynamic Diagnosis. 
Otto Kernberg, decano internazionale della diagnosi psicoanalitica, ha definito il PDM-2 "il più sofisticato sistema diagnostico attualmente disponibile".

## Gli obiettivi
Frutto del dialogo tra l'approccio basato sulla comprensione psicodinamica del paziente e la sistematizzazione nosografico-descrittiva, il PDM può essere definito più una "tassonomia di persone" che una "tassonomia di malattie".

L'obiettivo principale è quello di promuovere un'integrazione tra la conoscenza nomotetica e la conoscenza idiografica dell'individuo, con l'obiettivo di giungere a una diagnosi e a una "formulazione del caso" finalizzate alla scelta e alla programmazione del trattamento. La salute mentale è descritta nel PDM-2 come "qualcosa di più dell'assenza di sintomi psicopatologici osservabili [...] Troppo spesso i problemi psicologici sono stati definiti principalmente in base ai sintomi e ai comportamenti, relegando in secondo piano il funzionamento complessivo della personalità e l'adattamento sociale del paziente. È tuttavia evidente che, per comprendere i sintomi, è necessario sapere qualcosa di più sulla persona che li ospita e aver chiaro che tanto la salute mentale quanto la psicopatologia implicano la presenza di molte sfumature del funzionamento umano (per esempio, l’espressione, la regolazione e la tolleranza degli affetti, le strategie di coping e le difese, la capacità di comprendere se stessi e gli altri, la qualità delle relazioni, ecc.)".

## Confronto tra PDM e DSM
Anche se il DSM-5 sì è aperto a un'ottica più dimensionale, storicamente il DSM ha sempre guardato ai disturbi mentali da un punto di vista categoriale, inserendoli in categorie predefinite e privilegiando l'attendibilità rispetto alla validità.
Il PDM, basato su una logica dimensionale, nasce con l'intento di aiutare il clinico nella formulazione del caso e nella pianificazione di interventi e trattamenti centrati sul paziente. Esso propone quindi una tassonomia di persone orientata alla comprensione del singolo individuo; le diverse configurazioni diagnostiche sono dunque concepite più come prototipi che come elenchi di criteri da valutare in base alla loro presenza/assenza.
Inoltre, mentre il DSM tende alla neutralità, e in questo senso si dichiara ateoretico e meramente descrittivo, il PDM è apertamente ispirato al modello psicodinamico. I curatori si dichiarano tuttavia consapevoli che oggi il riferimento al proprio modello clinico e teorico non può essere autoreferenziale, ma necessita di un continuo confronto con altre discipline, in primis le neuroscienze cognitive, l'infant research e la teoria dell'attaccamento. Il PDM-2 non fa uso di un linguaggio gergale e fa continuo riferimento sia all'esperienza clinica sia ai dati della ricerca empirica. È quindi utilizzabile anche da clinici e terapeuti di altre formazioni, come quella biologica, cognitivo-comportamentale, sistemico-familiare.
In sintesi si può affermare che il DSM propone una diagnostica categoriale, multiassiale e politetica (le patologie sono viste come categorie indipendenti tra loro, definite da un numero minimo di criteri e possono essere presenti o assenti all'interno di un individuo), mentre il PDM propone una diagnostica multidimensionale, multiassiale e prototipica. La valutazione con il PDM-2 prende in esame il funzionamento mentale del paziente nella sua globalità, lo stile e le sindromi di personalità, gli aspetti costituzionali, le credenze patogene e le risorse dell'individuo nel suo contesto di vita. Diversamente dal DSM, il PDM contempla anche la valutazione dell'esperienza soggettiva sia del paziente (vissuto dei sintomi, narrazione individuale, ecc.) sia del clinico (risposta emotiva, controtransfert, alleanza diagnostica, ecc.).

## Le sezioni e gli assi
Diversamente dalla prima edizione, che era suddivisa in tre parti, il PDM-2 propone una diagnostica ancora più attenta al ciclo di vita ed è organizzato in cinque sezioni: la prima è dedicata alla classificazione dei disturbi mentali negli Adulti (sezione I), la seconda a quella degli Adolescenti (sezione II), la terza è dedicata all'Infanzia (sezione III), la quarta alla Prima Infanzia (sezione IV) e la quinta agli Anziani (sezione V). La sesta sezione del manuale è invece dedicata agli strumenti di valutazione e ai casi clinici.
La diagnosi nel PDM-2 si articola su tre assi, che mettono rispettivamente in evidenza tre macro-dimensioni:
- Asse P, per la valutazione degli stili e delle sindromi di personalità e, nei bambini e negli adolescenti, degli stili emergenti;
- Asse M, per la valutazione delle capacità mentali e del profilo del funzionamento mentale;
- Asse S, per la valutazione dei pattern sintomatologici e dell'esperienza soggettiva del paziente.

L'ordine di valutazione cambia a seconda della fascia d'età: nei bambini, negli adolescenti e negli anziani viene valutato per primo l'Asse M, mentre, negli adulti viene valutata per prima la personalità.

## Sezione I. Adulti

### Asse P
La personalità è descritta dagli autori come un insieme di modalità relativamente stabili di pensare (il pensiero comprende le credenze e significati dati alle esperienze, ma anche i valori morali e gli ideali), comportarsi, sentire e relazionarsi con gli altri.
La trattazione della macro-dimensione della personalità all'interno di questo asse si articola intorno a due prospettive: una è la collocazione generale dell'individuo lungo un continuum di funzionamento (secondo il modello di Kernberg) che va dall'organizzazione sana a quella psicotica, passando attraverso le organizzazioni borderline e nevrotiche; l'altra è la valutazione di 12 sindromi di personalità, descritte in chiave psicodinamica e definite anche in base alle preoccupazioni e agli affetti principali, allo stile difensivo e alle credenze patogene. Le sindromi sottoelencate spesso comprendono alcuni sottotipi, anche a indicare che una stessa configurazione di personalità può esprimersi con pattern comportamentali diametralmente opposti (per esempio, fobici e controfobici, dipendenti e controdipendenti, ecc.). 
Le 12 sindromi di personalità descritte nell'Asse P degli adulti sono:
- personalità depressive
- personalità dipendenti
- personalità ansioso-evitanti e fobiche
- personalità ossessivo-compulsive
- personalità schizoidi
- personalità somatizzanti
- personalità isterico-istrioniche
- personalità narcisistiche
- personalità paranoidi
- personalità psicopatiche
- personalità sadiche
- personalità borderline

Le caratteristiche di ciascun disturbo di personalità sono schematizzate in sei punti: aspetti costituzionali; tensione/preoccupazione principale, affetti principali; credenze patogene caratteristiche relative a se stessi; credenze patogene caratteristiche relative alle altre persone; modi principali di difendersi. La descrizione dei disturbi, in alcuni casi, comprende riferimenti al modello di Blatt relativo al continuum psicopatologico introiettivo-anaclitico.

### Asse M
Obiettivo dell'Asse M è aiutare il clinico nella valutazione del funzionamento mentale del paziente. A questo scopo vengono descritte dodici capacità (o funzioni mentali – nella prima edizione erano nove), ricavate dalla letteratura clinica, sia psicodinamica sia cognitiva, e dai costrutti della ricerca empirica.
Le dodici funzioni mentali sono:
- capacità di regolazione, attenzione, apprendimento
- capacità di fare esperienza, comunicare e comprendere gli affetti
- capacità di mentalizzazione e funzione riflessiva
- capacità di differenziazione e integrazione (identità)
- capacità di relazioni e intimità
- regolazione dell'autostima e qualità dell'esperienza interna
- capacità di controllo e regolazione degli impulsi
- funzionamento difensivo
- capacità di adattamento, resilienza e risorse psicologiche
- capacità di autosservazione (mentalità psicologica)
- capacità di costruire e ricorrere a standard e ideali interni
- significato e direzionalità

### Asse S
Gli autori del PDM-2 spiegano che questa sezione è la terza in quanto i pattern sintomatici possono essere compresi solo alla luce di considerazioni fatte in precedenza sulla personalità del paziente e sul suo funzionamento mentale. Nella seconda edizione del manuale, l'Asse S fa riferimento, semplificandole, alle categorie diagnostiche del DSM-5 e dell'ICD-10. Lo scopo è formulare una riflessione, clinicamente significativa, sull'esperienza soggettiva di un paziente che presenta uno specifico pattern sintomatologico. La soggettività sintomatologica di ciascun individuo viene descritta in base ai pattern affettivi, cognitivi, somatici e relazionali che accompagnano la sintomatologia. 
Le categorie diagnostiche proposte attualmente sono 35, organizzate il 7 sezioni:
- disturbi a prevalente manifestazione psicotica
- disturbi dell'umore
- disturbi correlati prevalentemente all'ansia
- disturbi correlati a eventi di vita e a condizioni stressanti
- disturbi da sintomi somatici e disturbi correlati
- disturbi con sintomi specifici
- disturbi correlati alle dipendenze e ad altre condizioni mediche

Questo Asse include alcune esperienze psicologiche legate all'identità di genere, all'orientamento sessuale e all'appartenenza a minoranze demografiche. Si tratta di condizioni non patologiche che, in alcuni casi, possono richiedere l'attenzione del clinico.

## Sezione II. Adolescenza
Uno dei punti di forza del PDM è l'importanza assegnata alla dimensione evolutiva, solitamente poco trattata nei manuali diagnostici. Essa non è semplicemente considerata come il susseguirsi di fasi cronologiche, ma riguarda le acquisizioni e i compiti di sviluppo relativi alle varie fasi; tali compiti possono per esempio riguardare capacità regolative, come il ritmo sonno-veglia, la capacità di modulare i propri stati affettivi o di controllare i propri comportamenti.
La psicopatologia del bambino e dell'adolescente risulta diversa da quella adulta proprio perché si esprime in una dimensione evolutiva, in cui l'espressione del disagio può variare, o assumere significati differenti, a seconda delle fasi dello sviluppo. 
Poiché esistono differenze significative tra la valutazione psicodinamica dei bambini e degli adolescenti, il PDM-2 prevede due sezioni distinte (nella prima edizione erano accorpate). Anche in questa sezione, dedicata alla diagnosi per la fascia d'età 12-18, la diagnosi si articola seguendo tre assi:

### Asse MA - Profilo del funzionamento mentale negli adolescenti
Come per gli adulti, il funzionamento mentale degli adolescenti è organizzato in 12 categorie accompagnate da descrizioni (e indicazioni relative agli strumenti più idonei per l'assessment) che illustrano i diversi livelli di funzionamento, dal più sano al più compromesso. Queste categorie tengono conto dei compiti evolutivi e dei profondi cambiamenti a livello corporeo, cognitivo, socioemotivo e interpersonale caratteristici di questa fase evolutiva. 

### Asse PA - Stili e sindromi emergenti di personalità in adolescenza
Comprende 10 sindromi di personalità. Viene anche fornita una breve rassegna delle ricerche più recenti che dimostrano l'importanza dell'assessment diagnostico della personalità in adolescenza, oltre a una discussione degli elementi clinici peculiari di cui terapeuti e ricercatori devono tener conto per valutare in modo accurato la personalità in questa fase dello sviluppo. 

### Asse SA - Pattern sintomatologici in adolescenza: l'esperienza soggettiva
Comprende i pattern sintomatologici più frequentemente osservati in adolescenza, con particolare attenzione ai fattori ambientali, alle risposte emotive del clinico e alla variabilità delle esperienze soggettive legate ai sintomi. 

## Sezione III. Infanzia
Questa sezione è dedicata ai bambini dai 4 agli 11 anni di età. Rispetto alla precedente versione del manuale, il PDM-2 assume in modo ancora più esplicito la prospettiva della psicopatologia dello sviluppo con l'obiettivo di delineare i percorsi evolutivi (omotipici e eterotipici) delle manifestazioni psicopatologiche, inserendole nel contesto di crescita e maturazione dell'individuo.

### Asse MC - Profilo del funzionamento mentale nell'infanzia
L'Asse MC si propone di illustrare il processo di crescita integrando contributi psicodinamici, cognitivi ed evolutivi. Per alcune funzioni mentali è prevista anche una descrizione dei principali cambiamenti maturativi con un'ulteriore suddivisione per fasce d'età (sempre all'interno del periodo 4-11 anni). 

### Asse PC - Stili emergenti di personalità e difficoltà nell'infanzia
Dal momento che le personalità dei bambini sono in evoluzione, nell'Asse PC vengono indicati solamente alcuni stili emergenti, discutendo il ruolo, nello sviluppo della personalità dei bambini, dell'epigenetica, del temperamento, della neurobiologia, dello stile di attaccamento, dei fattori socio-culturali e dello stile difensivo, nonché dei rischi e dei fattori protettivi. Anche se non vengono indicati disturbi di personalità specifici, né particolari tratti che ci si aspetta finiscano per esitare in un determinato disturbo di personalità, vengono illustrati profili di bambini che presentano diversi livelli di personalità, coerenti con quelli descritti nella letteratura psicodinamica, che oscillano da sano a psicotico.

### Asse SC - Pattern sintomatologici nell'infanzia: l'esperienza soggettiva
Vengono descritti i pattern sintomatologici più comuni nei bambini (molti dei quali inclusi anche nel DSM-5) e i modi in cui i sintomi possono manifestarsi in questa fascia d'età, partendo dall'idea che i processi evolutivi influenzano l'espressione e l'esperienza soggettiva dei sintomi. 

## Sezione IV. Prima infanzia
La nuova versione della sezione “prima infanzia” (Infancy and Early Childhood, IEC 0-3) include una trattazione delle linee di sviluppo e della continuità omotipica/eterotipica della psicopatologia dello sviluppo, con approfondimenti clinici e di ricerca. La diagnosi IEC 0-3 fornisce anche specifiche indicazioni per la valutazione della qualità delle relazioni primarie (bambino e figure d'attaccamento), dei sistemi familiari e dei modelli relazionali caratteristici, con attenzione agli stili di attaccamento e al loro eventuale legame con la psicopatologia.
La classificazione è basata su cinque assi: diagnosi primaria (Asse I), le capacità evolutive funzionali e emotive (Asse II), le capacità di regolazione dell'elaborazione sensoriale (Asse III), i pattern e disturbi relazionali (Asse IV) e altre diagnosi mediche e neurologiche (Asse V).
Le fonti principali dichiarate dalle curatrici di questa sezione, sono l'Interdisciplinary Council on Developmental and Learning Disorders (ICDL) Diagnostic Manual for Infants and Young Children (ICDL-DMIC; ICDL) e la Classificazione diagnostica della salute mentale e dei disturbi di sviluppo nell'infanzia, prima revisione (CD:0-3R; Zero to Three). 

## Sezione V. Anziani
La quinta Sezione del PDM-2 è dedicata alla valutazione diagnostica degli anziani. È la prima volta che un manuale diagnostico dedica una sezione separata a questa fascia d'età. 
Per la diagnosi psicodinamica dell'anziano, viene mantenuta la tipica struttura multiassiale del PDM-2, prendendo in considerazione le diverse modalità con le quali gli individui sperimentano una condizione di malattia nell'ambito dell'invecchiamento del cervello e delle funzioni mentali, nonché nel contesto della vita quotidiana, delle relazioni sociali e delle aspettative indotte dalla cultura.
È mantenuto il riferimento ai tre Assi M, P e S (valutati in quest'ordine):
Asse ME - Profilo del funzionamento mentale degli anziani
Asse PE - Pattern e sindromi di personalità negli anziani 
Asse SE - Pattern sintomatici negli anziani: l'esperienza soggettiva

## Sezione VI. Strumenti di valutazione e casi clinici
Questa sezione del PDM-2 è dedicata alla presentazione, per fasce d'età, degli strumenti (alcuni derivati dal PDM-2, altri presenti nel repertorio a disposizione di ciascun clinico) utili alla valutazione diagnostica e alla formulazione del caso con il PDM-2. Il PDM-2 propone al clinico una Psychodiagnostic Chart (PDC, una per fascia d'età), uno specifico e semplice foglio di valutazione per sintetizzare le valutazioni compiute con il PDM-2.

## Diffusione
Il PDM-2 è stato presentato per la prima volta con un convegno svoltosi alla New School for Social Research di New York il 2 e 3 giugno 2017.

L'edizione italiana è stata presentata in due giornate di studio svoltesi alla Sapienza Università di Roma e all'Università Statale di Milano il 23 e 24 marzo 2018.

Per una rassegna stampa vedi "La Repubblica" e "Il Sole 24 Ore" del 25 marzo 2018.

Il PDM-2 ha avuto un'ottima diffusione sia negli Stati Uniti (un "instant bestseller", così lo definisce sul suo sito la casa editrice Guilford Press,

che nel dicembre 2017 ha nominato Vittorio Lingiardi "autore del mese".) sia in Italia. Traduzioni del PDM-2 sono in corso in molti paesi, tra cui Cina, Corea, Polonia, Russia e Turchia.